# Valensijanski jezik
Valensijanski jezik (kat. llengua valenciana или idioma valencià, или valencià), istorijski je, tradicionalni i Statutom priznati naziv za katalonski jezik koji se govori u Valensiji, Španija i predstavlja jednu od glavnih dijalekatskih varijanata katalonskog jezika.
Valensijanski jezik je, prema Statutu autonomije iz 1982. godine, uz španski službeni jezik u Valensijanskoj Zajednici, španskoj autonomnoj pokrajini smeštenoj na istoku na istoku Pirinejskog poluostrva na obali Sredozmenog mora. Svi stanovnici ove autonomne pokrajine imaju pravo da ga koriste (ravnopravan je španskom jeziku).
Prema anketama koje je sprovela regionalna vlada, Đeneralitat (La Generalitat Valenciana) u oktobru 2005. većina Valensijanaca uglavnom ne koriste valensijanski. Samo 39,5% ga govori kući, a 33% sa prijateljima. 
Prema anketama sprovedenim u julu 2005. oko 94% valensijanskog stanovništva razume valensijanski, 78% ga čita i govori, a oko 50% ga piše.

## Spoljašnje veze
- Valensijski rečnik